# Rottenacker
Rottenacker är en kommun (tyska Gemeinde) i Alb-Donau-Kreis i förbundslandet Baden-Württemberg i Tyskland. Folkmängden uppgår till cirka 2 200 invånare, på en yta av 10,29 kvadratkilometer.
Kommunen ingår i kommunalförbundet Munderkingen tillsammans med staden Munderkingen och kommunerna Emeringen, Emerkingen, Grundsheim, Hausen am Bussen, Lauterach, Obermarchtal, Oberstadion, Rechtenstein, Untermarchtal, Unterstadion och Unterwachingen.

## Befolkningsutveckling
| Befolkningsutvecklingen i Rottenacker 1975–2015 | Befolkningsutvecklingen i Rottenacker 1975–2015 | Befolkningsutvecklingen i Rottenacker 1975–2015 | Befolkningsutvecklingen i Rottenacker 1975–2015 | Befolkningsutvecklingen i Rottenacker 1975–2015 |
| ----------------------------------------------- | ----------------------------------------------- | ----------------------------------------------- | ----------------------------------------------- | ----------------------------------------------- |
|                                                 |                                                 |                                                 |                                                 |                                                 |
| År                                              |                                                 |                                                 | Folkmängd                                       | Areal (ha)                                      |
| 1975                                            | 1975                                            |                                                 | 1 826                                           | 1 029                                           |
| 1980                                            | 1980                                            |                                                 | 1 808                                           |                                                 |
| 1985                                            | 1985                                            |                                                 | 1 756                                           |                                                 |
| 1990                                            | 1990                                            |                                                 | 1 894                                           |                                                 |
| 1995                                            | 1995                                            |                                                 | 2 060                                           |                                                 |
| 2000                                            | 2000                                            |                                                 | 2 160                                           |                                                 |
| 2005                                            | 2005                                            |                                                 | 2 198                                           |                                                 |
| 2010                                            | 2010                                            |                                                 | 2 130                                           |                                                 |
| 2015                                            | 2015                                            |                                                 | 2 143                                           |                                                 |
|                                                 |                                                 |                                                 |                                                 |                                                 |